# Cublize

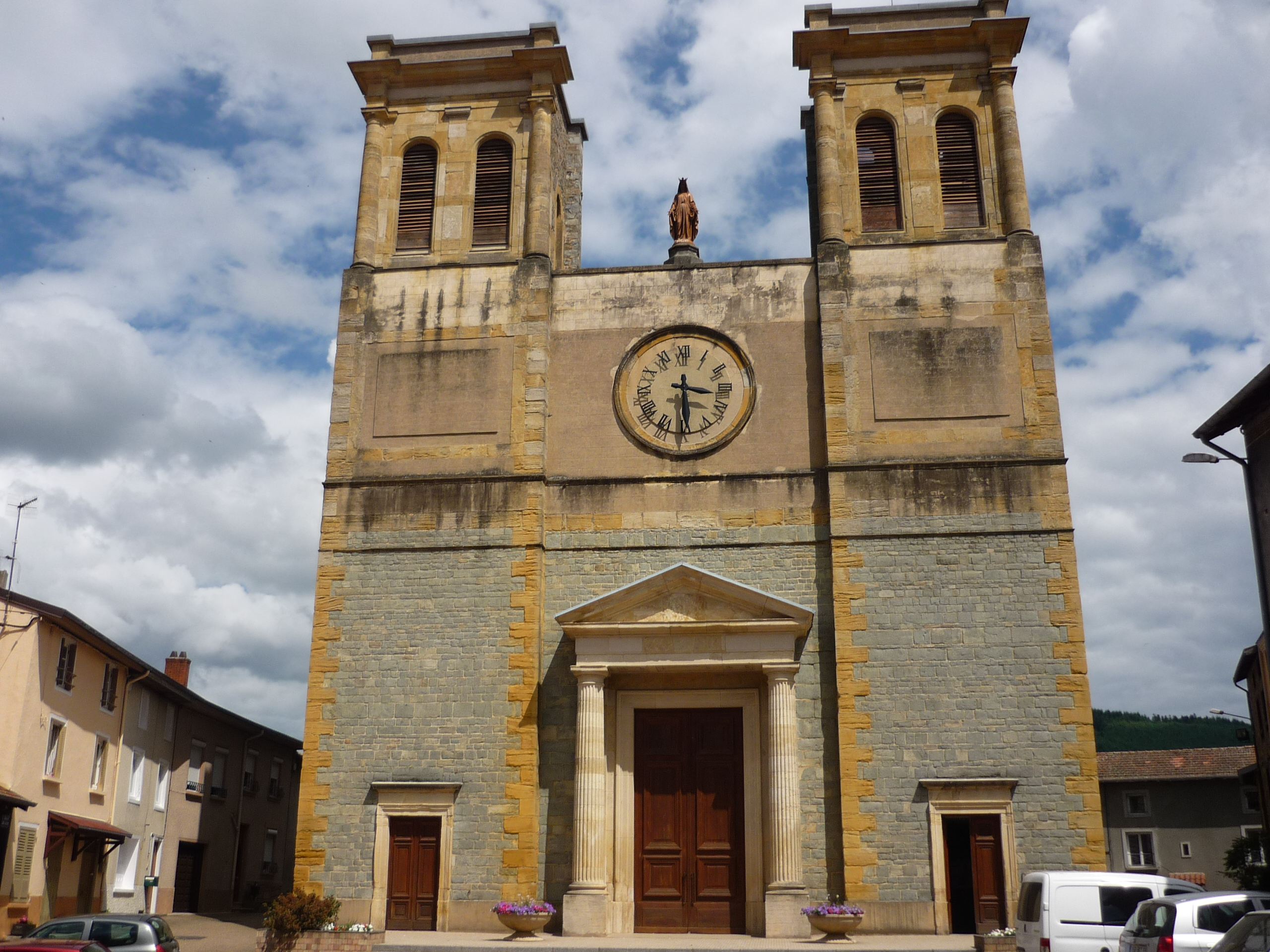
Kościół w Cublize, 2011

Cublize – miejscowość i gmina we Francji, w regionie Owernia-Rodan-Alpy, w departamencie Rodan.
Według danych na rok 1990 gminę zamieszkiwały 984 osoby, a gęstość zaludnienia wynosiła 63 os./km² (wśród 2880 gmin regionu Rodan-Alpy Cublize plasuje się na 792. miejscu pod względem liczby ludności, natomiast pod względem powierzchni na miejscu 735.).